# Décès en décembre 2008

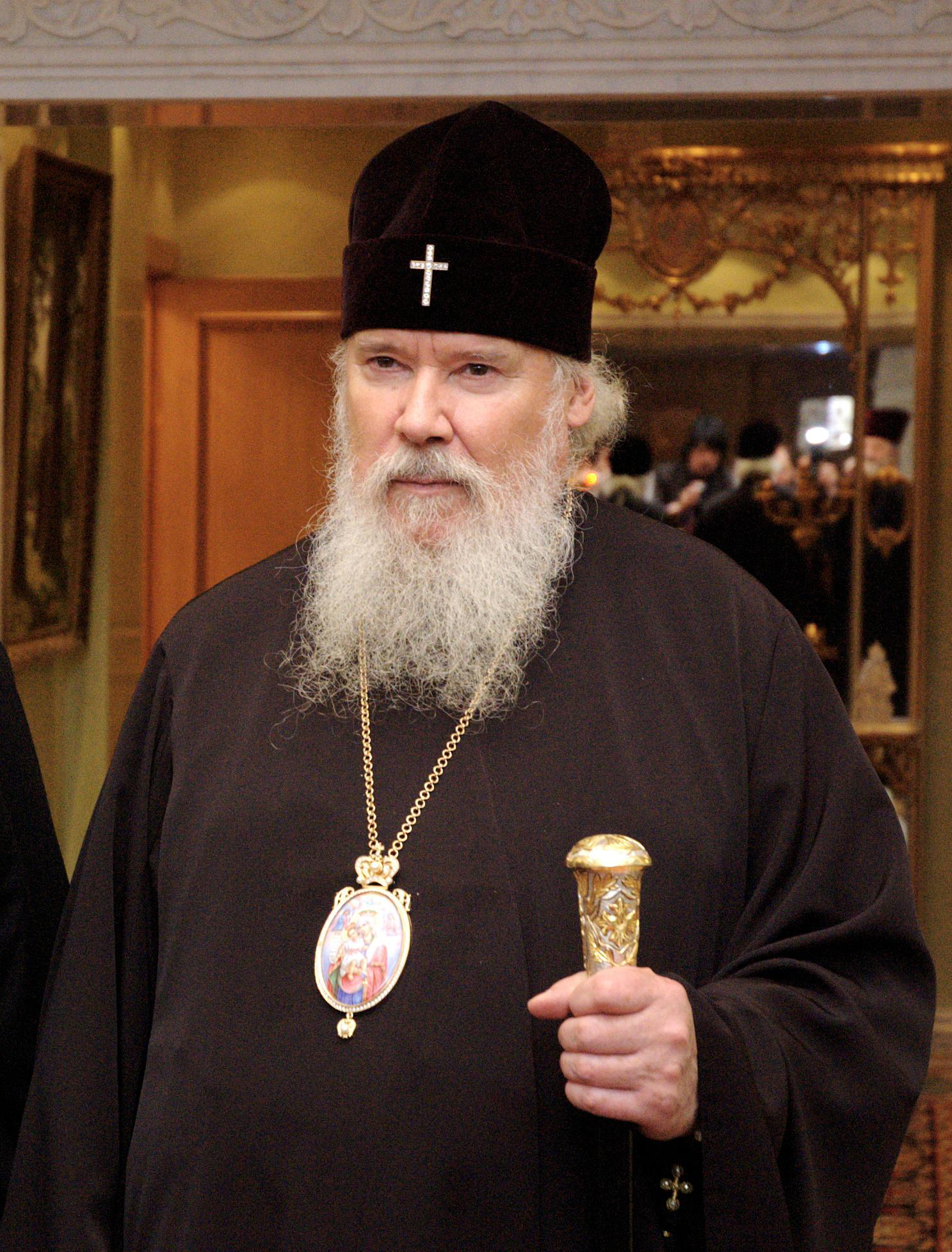

Décès
- 2004
- 2005
- 2006
- 2007
- 2008
- 2009
- 2010
- 2011
- 2012

Pour une information complémentaire, voir la page d'aide.

## Décembre 2008
| Date         | Nom                             | Activités                                                                                  | Âge      | Source    |
| ------------ | ------------------------------- | ------------------------------------------------------------------------------------------ | -------- | --------- |
| 1er décembre | Paul Benedict                   | Acteur et réalisateur américain.                                                           | 70       |           |
| 1er décembre | Jacques Cardona                 | Auteur-compositeur-interprète et producteur de musique français.                           | 62       |           |
| 1er décembre | Betty Goodwin                   | Dessinatrice, sculptrice et peintre canadienne.                                            | 85       |           |
| 1er décembre | Lev Mantula                     | Footballeur yougoslave puis croate.                                                        | 79       | (en)      |
| 2 décembre   | Henry Gustav Molaison dit H. M. | Célèbre amnésique américain.                                                               | 82       |           |
| 2 décembre   | Ammar Negadi                    | Militant algérien berbériste chaoui et écrivain.                                           | 64 ou 65 |           |
| 2 décembre   | Odetta                          | Chanteuse américaine.                                                                      | 77       |           |
| 2 décembre   | Guy Poitevin                    | Footballeur et entraîneur français.                                                        | 81       |           |
| 2 décembre   | Jacques Pélissier               | Préfet et président de la SNCF de 1975 à 1981.                                             | 91       |           |
| 2 décembre   | Ted Rogers                      | Entrepreneur canadien. Fondateur et propriétaire de Rogers Communications.                 | 75       |           |
| 2 décembre   | Robert Zajonc                   | Psychologue américain.                                                                     | 85       |           |
| 3 décembre   | Margaríta Karapánou             | Écrivaine grecque.                                                                         | 62       |           |
| 5 décembre   | Nina Foch                       | Actrice américaine.                                                                        | 84       |           |
| 5 décembre   | Alexis II de Moscou             | 15e patriarche de l'Église orthodoxe russe.                                                | 79       |           |
| 5 décembre   | Anca Parghel                    | Chanteuse roumaine.                                                                        | 51       |           |
| 5 décembre   | Bolek Tempowski                 | Footballeur international français.                                                        | 87       |           |
| 6 décembre   | Albert Poli                     | Joueur et entraîneur de football franco-italien                                            | 63       |           |
| 7 décembre   | Jimmy Gourley                   | Guitariste de jazz américain.                                                              | 82       |           |
| 7 décembre   | François-Xavier Lalanne         | Sculpteur et graveur français.                                                             | 81       |           |
| 7 décembre   | Gérard Lauzier                  | Réalisateur français.                                                                      | 76       |           |
| 7 décembre   | Georges Nguyen Van Loc          | Policier puis écrivain et acteur français.                                                 | 75       |           |
| 7 décembre   | Guy Rouleau                     | Ancien joueur de hockey sur glace canadien.                                                | 43       |           |
| 8 décembre   | Albert Eloy                     | Joueur puis entraineur de football français.                                               | 81       |           |
| 8 décembre   | Xavier Perrot                   | Pilote automobile suisse. Champion d'Europe de course de côte en 1972.                     | 76       |           |
| 8 décembre   | Oliver Postgate                 | Marionnettiste, scénariste, écrivain, producteur de télévision et acteur anglais.          | 83       | (en + nl) |
| 8 décembre   | Robert Prosky                   | Acteur américain.                                                                          | 77       |           |
| 8 décembre   | Bob Spiers                      | Réalisateur britannique.                                                                   | 63       |           |
| 9 décembre   | Ibrahim Dossey                  | Footballeur international ghanéen.                                                         | 36       |           |
| 9 décembre   | Yuri Glazkov                    | Cosmonaute russe.                                                                          | 69       |           |
| 9 décembre   | Dražan Jerković                 | Footballeur international yougoslave puis entraineur croate.                               | 72       |           |
| 10 décembre  | Henning Christiansen            | Compositeur danois, membre actif du mouvement Fluxus.                                      | 76       | (en)      |
| 10 décembre  | Mark Diesen                     | Joueur d'échecs américain.                                                                 | 51       |           |
| 10 décembre  | Paul-Robert Thomas              | Médecin et écrivain français.                                                              | 63       |           |
| 11 décembre  | Daniel Carleton Gajdusek        | Virologue américain. Prix Nobel de physiologie ou médecine en 1976.                        | 85       |           |
| 11 décembre  | Bettie Page                     | Pin-up américaine.                                                                         | 85       |           |
| 12 décembre  | Avery Dulles                    | Cardinal américain.                                                                        | 90       |           |
| 12 décembre  | Van Johnson                     | Acteur américain.                                                                          | 92       |           |
| 12 décembre  | Tássos Papadópoulos             | Homme politique chypriote. Président de la république de Chypre de 2003 à 2008.            | 74       |           |
| 12 décembre  | Élie Pebeyre                    | Joueur de rugby à XV français                                                              | 85       |           |
| 13 décembre  | John Drake                      | Joueur de rugby à XV néo-zélandais. Vainqueur de la Coupe du monde 1987.                   | 49       |           |
| 13 décembre  | Horst Tappert                   | Acteur allemand. Interprète de l'Inspecteur Derrick de 1974 à 1998.                        | 85       |           |
| 14 décembre  | Claude Olievenstein             | Psychiatre français.                                                                       | 75       |           |
| 15 décembre  | Anne-Michèle Cremer             | Journaliste à la RTBF.                                                                     | 42       |           |
| 15 décembre  | León Febres-Cordero             | Homme politique équatorien. Président de la république d'Équateur de 1984 à 1988.          | 77       |           |
| 15 décembre  | Davey Graham                    | Guitariste britannique.                                                                    | 68       |           |
| 15 décembre  | Ben-Ami Koller                  | Peintre expressionniste français.                                                          | 60       |           |
| 16 décembre  | Sam Bottoms                     | Acteur américain.                                                                          | 53       |           |
| 17 décembre  | Turgun Alimatov                 | Musicien ouzbek.                                                                           | 86       |           |
| 17 décembre  | Sammy Baugh                     | Joueur américain de football américain.                                                    | 94       |           |
| 17 décembre  | Francisco Casavella             | Écrivain espagnol.                                                                         | 45       |           |
| 17 décembre  | Dave Smith                      | Joueur de baseball américain.                                                              | 53       |           |
| 17 décembre  | Nina Varlamova                  | Femme politique russe.                                                                     | 54       |           |
| 18 décembre  | Majel Barrett                   | Actrice américaine. Veuve de Gene Roddenberry, créateur de Star Trek.                      | 76       |           |
| 18 décembre  | W. Mark Felt                    | Agent du FBI américain, alias "Gorge profonde", informateur dans le scandale du Watergate. | 95       |           |
| 18 décembre  | Robert Jonquet                  | Footballeur international français.                                                        | 83       |           |
| 18 décembre  | Ivan Rabuzin                    | Peintre croate.                                                                            | 87       |           |
| 18 décembre  | Raymond Trouard                 | Pianiste français.                                                                         | 92       |           |
| 19 décembre  | Dock Ellis                      | Joueur de baseball américain.                                                              | 63       |           |
| 19 décembre  | Robert Saunal                   | Compagnon de la Libération français.                                                       | 88       |           |
| 19 décembre  | Sam Tingle                      | Pilote automobile zimbabwéen.                                                              | 87       |           |
| 20 décembre  | Joseph Conombo                  | Homme politique burkinabé. Premier ministre de Haute-Volta de 1978 à 1980.                 | 91       |           |
| 20 décembre  | Jo Crepain                      | Architecte belge.                                                                          | 58       |           |
| 20 décembre  | Olga Lepechinskaïa              | Danseuse russe.                                                                            | 92       |           |
| 20 décembre  | Robert Mulligan                 | Réalisateur américain.                                                                     | 83       |           |
| 20 décembre  | Igor Troubetzkoy                | Cycliste, skieur et pilote automobile français                                             | 95       |           |
| 20 décembre  | Robert Willar                   | Animateur de radio français.                                                               | 85       |           |
| 21 décembre  | Christopher Hibbert             | Écrivain et historien britannique.                                                         | 84       |           |
| 22 décembre  | Lansana Conté                   | Homme politique guinéen. Président de la Guinée depuis 1984.                               | 74       |           |
| 23 décembre  | Pascal Mandart                  | Footballeur français.                                                                      | 42       |           |
| 24 décembre  | Gordon Fairweather              | Homme politique canadien.                                                                  | 85       |           |
| 24 décembre  | Samuel Huntington               | Politologue et écrivain américain.                                                         | 81       |           |
| 24 décembre  | Ai Iijima                       | Actrice porno puis personnalité des médias japonaise.                                      | 36       |           |
| 24 décembre  | Harold Pinter                   | Écrivain britannique. Prix nobel de littérature en 2005.                                   | 78       |           |
| 25 décembre  | Eartha Kitt                     | Chanteuse et actrice américaine.                                                           | 81       |           |
| 25 décembre  | Ann Savage                      | Actrice américaine.                                                                        | 87       |           |
| 25 décembre  | Václav Švejcar                  | Peintre tchécoslovaque puis tchèque.                                                       | 46       | (cs)      |
| 26 décembre  | Georges Belmont                 | Journaliste, traducteur et éditeur français.                                               | 99       |           |
| 26 décembre  | Victor Van Offenwert            | Footballeur belge.                                                                         | 78       | (nl)      |
| 27 décembre  | Georges-Armand Favaudon         | Peintre et sculpteur français.                                                             | 87       |           |
| 27 décembre  | Preben Isaksson                 | Coureur cycliste amateur sur piste danois.                                                 | 65       |           |
| 27 décembre  | Alfred Pfaff                    | Footballeur international allemand. Vainqueur de la Coupe du monde 1954.                   | 82       |           |
| 28 décembre  | Jimmy Sullivan                  | Batteur américain.                                                                         | 28       | The Rev   |
| 29 décembre  | Freddie Hubbard                 | Trompettiste de jazz américain.                                                            | 70       |           |
| 29 décembre  | Ted Lapidus                     | Couturier français.                                                                        | 79       |           |
| 30 décembre  | Bernie Hamilton                 | Acteur américain. Interprète du Capitaine Dobey dans la série Starsky et Hutch.            | 80       |           |
| 30 décembre  | Vadim Medvedev                  | Journaliste russe. Présentateur de 600 secondes.                                           | 57       |           |
| 30 décembre  | Roy Saari                       | Nageur américain. Médaillé d'or du relais 4 × 200 m libre aux Jeux olympiques de 1964.     | 63       |           |
| 31 décembre  | Donald E. Westlake              | Écrivain américain.                                                                        | 75       |           |